# Robin Antin
Pour les articles homonymes, voir Antin (homonymie).
Robin Antin, née le 6 juillet 1961, est une chorégraphe américaine, connue pour avoir été la créatrice du groupe The Pussycat Dolls, et également connue pour être une des juges de l'émission de télé-réalité The Pussycat Dolls present: The Search for the Next Doll.
Elle a créé un nouveau groupe, The Paradiso Girls, qui inclut une des finalistes de l'émission The Search for the Next Doll, Chelsea Korka.
En 2008, elle crée une suite à l'émission de télévision et l'intitule The Pussycat Dolls present: Girlicious. Cette deuxième saison avait pour but de former un groupe pop de 3 filles nommé Girlicious. Finalement le groupe comprend 4 filles, surprise finale de l'émission. Depuis juin 2009, Girlicious est composé de Natalie Mejia, Nichole Cordova et Chrystina Sayers.
Après la dissolution des Pussycat Dolls en 2010, elle forme en 2012 un nouveau groupe nommé G.R.L..